# Ayande
Ayande (castellà: Allande) és un conceyu de la Comunitat Autònoma del Principat d'Astúries. La capital es Pola de Allande. Limita al nord amb Villayón, al sud amb Cangas del Narcea i Ibias, a l'est amb Tinéu i a l'oest amb Pezós, Grandas de Salime i Negueira de Muñiz (província de Lugo).
La major part del seu territori està declarada Monument Natural i és un dels conceyos que formen la Mancomunitat de la Comarca Vaqueira. Destaquen d'entre les riqueses forestals els teixos milenaris de Santa Coloma i de Lago i la carrasquera de Boxu.

## Història

### Prehistòria i edat antiga
La més antiga presència humana que es va detectar en el seu territori, són grups neolititzats, que han deixat la seva petjada en l'arquitectura megalítica, de la qual procedeix la pedra dolmènica de la Tomba de Castellí. Altre període bé representat en les terres allandeses correspon a la cultura castrenya, i de la qual només el Castro de Sant Chuis ha estat excavat, podent documentar-se una seqüència d'habitació que arrencaria de moments finals del Bronze Final (s. VIII aC), continuant intensament durant l'Edat del Ferro, sent després ocupat també pels romans, moment en el qual el castro havia d'estar en directa relació amb les mines d'or situades en el territori circumdant, metall que va anar precisament l'esperó per a l'ocupació romana d'aquests territoris. Aquestes explotacions auríferes han deixat multitud de vestigis i petjades en el paisatge d'Allande, i és impressionant la quantitat de metres cúbics de terra i pedres que van ser remogudes.
En línies generals podem agrupar les mines d'aquesta zona en tres conjunts: el primer, la zona del Altu'l Palu on es troben les conegudes Cova de Xan Rata, Fama la Freita i el túnel de Montefurao. Altre conjunt estaria en la vall del riu d'Oro tributari del Navia, i l'últim grup estaria entorn del castro de San Luis. Aquestes últimes explotacions hagueren de començar en el segle i i cessar al començament del segle iii.

### Edat mitjana i moderna
Segueix un període poc conegut, és possible que per la seva situació hagi estat sota el control del Regne dels sueus i després del visigot Regne de Toledo. Les primeres referències documentals són del segle x, però en la seva major part es consideren sospitoses de falsedat, però ja en el segle xi, certes entitats eclesiàstiques monàstiques van començar a deixar sentir la seva influència econòmica i feudalitzant en aquesta zona. Destaca l'influx del monestir de San Juan de Corias que contava en 1044 amb una dotació d'abundants terres allandeses, però hi haurà altres monestirs que cada vegada van acaparar més terres, destacant així, el de Santa María Celón. També el cabildo catedralici disposava de propietats en la comarca durant la baixa edat mitjana. No van faltar els conflictes pels delmes de l'arxiprestatge d'Allande i l'església d'Oviedo, així tenim un exemple amb l'església de San Salvador d'Oviedo entre els anys 1262 i 1269. El Bisbe Pedro atorga als homes del concello de Allande dependents de l'Església, tot el que troba en la seva propietat perquè puguin "fazer poblu" imposant com fur la quantitat de 110 maravedíns a l'any, aquesta decisió devia fer efecte, car el 1277 apareix Allande entre els pobles de l'occident asturià que establix germanor amb la vila d'Avilés per a prestar-se ajuda en el manteniment de l'ordre en els seus territoris. També hagué d'influir en el desenvolupament el privilegi atorgat per Alfons IX, ja que aquest concejo va ser pas en la peregrinació del camí de Santiago.
Durant el regnat de Ferran VI el concejo d'Allande va ser moneda de canvi que utilitzava la corona per a pagar els seus serveis als lleials, particularment a la família Quiñones. Contra aquestes concessions van protestar els veïns i en 1378 un representant de Allande va estar present en la Junta General reunida a Oviedo per a rebutjar aquestes prerrogatives imposades.
Del domini de la família Quiñones va passar a Rodrigo de la Rúa qui la compra per un milió de maravedíns. Rodrigo de la Rúa va fundar mayorazgo a favor del seu fill major Gutiérrez González de Cienfuegos i des d'ara el senyoriu d'Allande va romandre lligat a la casa de Cienfuegos que obtindrà en el segle xv, el títol de comtes de Marcel de Peñalba. Les prerrogatives van ser mantingudes fins a la reforma constitucional de 1812 La presència del concejo d'Allande en la Junta General no va ser sempre continuada i la seva representació va ser exercida per algun membre de la casa Cienfuegos.

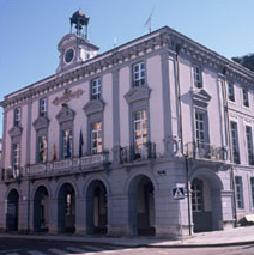
Ajuntament del concejo d'Allande.

Els temps moderns no van portar grans transformacions, ja que en el segle xviii continuava sent fonamentalment un concejo agrari. L'escàs complement industrial, estava en els malls de ferro hidràulics que s'utilitzaven per a estirar el ferro, situats en Mazo de Arriba, Mazol de Abajo, Colobredo i la Puente. Tots ells eren propietat d'un vell poder feudal: el comte de Peñalba, senyor de Cienfuegos. Si hi ha una mica que crida l'atenció de l'evolució històrica moderna d'Allande és la resistència anti senyorial protagonitzada pels seus veïns, hi ha contínues queixes i recursos contra el comte, fins que en 1742 el concejo de Allande serà castigat per la seva resistència amb el "perpetu silenci". En 1744 es dicten unes ordenances en les quals es reconeix el senyoriu de la casa de Cienfuegos.

### Seglexixfins ara
El segle xix portarà la guerra de la independència que afectés al terme en ser creuat per les tropes franceses. La Constitució de Cadis portarà la desitjada autonomia concejil per a Allande alliberada de la interferència senyorial. Durant aquest segle l'activitat agrària es manté igual i la indústria del ferro es reconvertirà en tres ferreries, que en la dècada dels vuitanta es veuen obligats a tancar davant la competència de les factories industrials amb els alts forns.
La guerra civil afecta de forma marginal al concejo, quedant a un costat de la penetració de les columnes gallegues dels revoltats. Si va tenir certa incidència posterior l'activitat dels escamots, sobretot les operacions de la partida de Serafín Fernández, més conegut com "el Santeiro".
Els segles XIX i xx, estan marcats pel seu descens demogràfic, a causa de l'emigració transoceànica que va ser parada momentàniament, coincidint amb la construcció del salt d'aigua de Salime, encara que aquesta recuperació no dur molt, ja que l'embassament tancava els seus tradicionals canals de comunicació i va convertir tot el Valledor, en un fons de sac que va provocar l'abandó de pobles sencers. Els seus pobladors es dirigeixen en la seva emigració cap a Europa i feia el centre industrial de la regió. En l'actualitat, el despoblament ha remès, però no pel millorament de l'ocupació a Allande, sinó per la falta d'ocupacions en els centres de destinació d'aquesta emigració.

## Geografia
La major part del seu territori està declarat Monument Natural, sent els mil·lenaris Tejos de Santa Coloma i de Lago i l'alcornocal de Boxu, els seus màxims exponents. La desforestació i l'abandó dels cultius tradicionals com el cereal i el vinyer han orientat la seva economia cap a la ramaderia, centrada en la cabanya bovina i caballar. Es manté, no obstant això, alguna àrea agrícola residual i destinada a l'autoconsum. En menor mida també segueix sent un recurs econòmic la indústria fustera. El seu territori és extremadament muntanyenc i accidentat que s'organitza entorn de les serres de Pal i la dels Llagos de Orúa que fa d'espinàs divisori tant en l'aspecte cultural, com en l'humà i l'econòmic. D'aquesta serra el seu punt més alt és el pic Pachón de 1.416 metres que es divideix en una sèrie de contraforts que cobreixen tot el territori, també cal destacar la serra de Carondio els cims de la qual són superiors als 1.200 metres, i les serres de Ibogo i Cazarmosa, que fan de línia divisòria amb Cangas de Narcea. En l'extrem sud s'aixequen les serres Valcacer amb altures superiors a 1.200 metres, i en el flanc occidental els cordals de Berduceo i Bedramón i la serra de Muriellos. Hi ha petits cordals que marquen valls i estretes canyades. Tot això marca un territori amb una altitud mitjana elevada, utilitzant-se totes aquests pendents per a un aprofitament agrícola.
Climatologia
El seu clima està marcat per la seva orografia, ja que en les serres altes és humit i fred i en les zones baixes una mica més temperat, havent de destacar la vall de Valledor, que posseeix un microclima en tractar-se d'una vall tancada. La vall presenta un clima més suau i amb menys precipitacions, cosa que li permet tenir en el seu sòl espècies de tipus mediterrani.

## Organització politicoadministrativa
El concejo d'Allande es divideix en 17 parròquies:

- Berducedo: Baldedo, Berducedo, Las Cabañas, Castello, El Castro, Corondeño, La Figuerina, La Grandera, Teijedo, Trapa i Trellopico.
- Besullo: Comba, Forniellas, Fuentes, Iboyo i Noceda.
- Bustantigo: Bustantigo, La Folgueriza i El Plantao.
- Celón: Celón, Presnas, Pumar, San Martín de Beduledo i La Vega de Truelles.
- Lago: Armenande, Carcedo de Lago, Castanedo, Lago, Montefurado, San Pedro, Villar de Castanedo i Villasdejusto.
- Linares: Arganzúa, Linares i Puente de Linares.
- Lomes: Carcedo de Lomes, Lomes, Otero i Tarallé.
- Parajas: Argancinas i Parajas.
- Pola de Allande: Caleyo, Cereceda, Cimadevilla, Colobredo, Ferroy, Fresnedo, El Mazo, Peñablanca, Peñaseita, Pola de Allane, La Reigada, La Roza, Valbona i Villafrontú.
- San Emiliano: Beveraso, Bojo, Buslavín, Ema, Fresnedo de San Emiliano, Murias, La Quintana, San Emiliano, Vallinas i Villadecabo.
- San Martín del Valledor: Aguanes, Busvidal, Coba, Cornollo, El Engertal, La Furada, Paradas, El Provo, Robledo, Rubieiro, Salcedo, San Martín de Valledor, Tremado i Villasonte.
- San Salvador del Valledor: Barras, Bustarel, Collada, Fonteta, San Salvador, Trabaces, Villalaín i Villanueva.
- Santa Coloma: Arbeyales, Bendón, Bustel, Cabral, El Caleyo, Is, Llaneces, Meres, Monón, Muriellos, Penouta, Pontenova, La Porquera, El Rebollo, Santa Coloma, El Sellón i Vallinadosa.
- Villagrufe: Carbadello, Prada, Pradiella, Santullano, Tamuño i Villagufre.
- Villar de Sapos: Almoño, Selce i Villar de Sapos.
- Villavaser: Figueras, Piniellas, Riovena i Villavaser.
- Villaverde: Abaniella, Lantigo, Peruyeda, Santa Eulalia, El Valle i Villaverde.

## Demografia
És un dels concejos amb menor població de tota Astúries. Com la resta de zones rurals asturianes l'evolució demogràfica del concejo és negativa. Al segle xx va haver dos períodes en els quals va perdre gran part de la seva població. El primer va de 1900 a 1930, on gran part dels seus habitants va emigrar a Amèrica, sobretot a Cuba, Puerto Rico, Argentina i República Dominicana. El segon comença en 1960 i és a causa de la industrialització del país, que va motivar que el concejo perdés gairebé les dues terceres parts de la seva població.
|      |       |      |       |
| 1877 | 8.221 | 1950 | 8.357 |
| 1887 | 8.117 | 1960 | 7.862 |
| 1897 | 8.651 | 1970 | 4.947 |
| 1900 | 8.495 | 1981 | 3.426 |
| 1910 | 8.316 | 1991 | 2.813 |
| 1920 | 7.893 | 2001 | 2.454 |
| 1930 | 6.965 | 2005 | 2.228 |
| 1940 | 7.274 | 2006 | 2.181 |

## Economia
Tot el moviment demogràfic va afectar la seva economia, estant en franca reculada les pràctiques agrícoles, diminuint la superfície conreada, dedicant-se la major part de les terres a les plantes de farratge, i en conseqüència a una explotació del bestiar boví, dominant la raça asturiana per a carn. Se celebren grans fires de bestiar que van del 8 de maig al 29 de setembre anomenades: San Miguel de Maig i San Miguel de Setembre.

## Política
Al concejo d'Allande, el partit que més temps ha governat és el PSOE (vegeu Llista d'alcaldes d'Allande). L'actual alcalde socialista és José Antonio Mesa Peiga.
|      | PSOE | AP/PP | UCD/CDS | Altres | Total |
| ---- | ---- | ----- | ------- | ------ | ----- |
| 1979 | 0    | 0     | 6       | 7      | 13    |
| 1983 | 5    | 6     | -       | 0      | 11    |
| 1987 | 5    | 6     | -       | 0      | 11    |
| 1991 | 6    | 5     | -       | 0      | 11    |
| 1995 | 6    | 5     | -       | 0      | 11    |
| 1999 | 6    | 5     | -       | 0      | 11    |
| 2003 | 4    | 5     | -       | 2      | 11    |
| 2007 | 8    | 2     | -       | 1      | 11    |

| Mandat                                         | Alcalde                        | Partit |
| ---------------------------------------------- | ------------------------------ | ------ |
| 1979 - 1983                                    | José Álvarez de la Prida       | CDI    |
| 1983 - 1983                                    | Miguel Ángel Díaz Pérez        | CDI    |
| 1983 - 1987                                    | Antonio García Linares         | AP     |
| 1987 - 1991                                    | María Cristina Pérez Rodríguez | PP     |
| 1991 - 1991                                    | José Blanco Villanueva         | PP     |
| 1991 - 2003                                    | Jesús Jardón Rodríguez         | PSOE   |
| 2003 - 2004                                    | Luis Miguel Álvarez Menéndez   | PP     |
| 2004 -                                         | José Antonio Mesa Peiga        | PSOE   |
| Assignació d'escons a les eleccions municipals |                                |        |
| 1995                                           | 1999                           | 2003   |
|                                                |                                |        |
| 2007                                           |                                |        |
|                                                |                                |        |

Fonts: Ministeri de l'Interior Arxivat 2009-08-27 a Wayback Machine. i Federació Asturiana de Concejos

## Personatges il·lustres
- Francisco Braña Pérez (*1934-), actor